# Rally Príncipe de Asturias de 2014
El Rally Príncipe de Asturias de 2014 fue la edición 51.ª, la séptima ronda del temporada 2014 del Campeonato de España de Rally y la decimotercera del European Rally Trophy. Se celebró del 12 de septiembre al 15 de septiembre y contó con un itinerario de doce tramos sobre asfalto que sumaban un total de 205,92 km cronometrados.

## Itinerario
| Día   | Tramo                    | Nombre                              | Distancia | Hora  |
| Día 1 |                          |                                     |           |       |
| ----- | ------------------------ | ----------------------------------- | --------- | ----- |
| Día 1 | TC1                      | Ayuntamiento de Cangas del Narcea 1 | 12.04 km  | 16:48 |
| Día 1 | TC2                      | Auto-Center Principado 1            | 13.72 km  | 17:28 |
| Día 1 | TC3                      | Bodegas Obanca 1                    | 18.72 km  | 18:21 |
| Día 1 | TC4                      | Ayuntamiento de Cangas del Narcea 2 | 12.04 km  | 20:03 |
| Día 1 | TC5                      | Auto-Center Principado 2            | 13.72 km  | 20:43 |
| Día 1 | TC6                      | Bodegas Obanca 2                    | 18.72 km  | 21:36 |
| Día 2 |                          |                                     |           |       |
| TC7   | Leomotor Asturias 1      | 14.93 km                            | 09:48     |       |
| TC8   | Ayuntamiento de Oviedo 1 | 12.71 km                            | 10:26     |       |
| TC9   | Viajes El Corte Inglés 1 | 30.84 km                            | 11:41     |       |
| TC10  | Leomotor Asturias 2      | 14.93 km                            | 14:17     |       |
| TC11  | Ayuntamiento de Oviedo 2 | 12.71 km                            | 14:55     |       |
| TC12  | Viajes El Corte Inglés 2 | 30.84 km                            | 16:10     |       |

## Clasificación final
| Pos.                  | Piloto                 | Copiloto             | Automóvil               | Tiempo    | Diferencia |
| General               | General                | General              | General                 | General   | General    |
| --------------------- | ---------------------- | -------------------- | ----------------------- | --------- | ---------- |
| 1.                    | Miguel Ángel Fuster    | Ignacio Aviñó        | Ford Fiesta R5          | 2:09:52.6 | 0.0        |
| 2.                    | Sergio Vallejo         | Diego Vallejo        | Porsche 911 GT3         | 2:10:44.6 | +52.0      |
| 3.                    | Oleksandr Saliuk jr.   | Yevgen Chervonenko   | Ford Fiesta R5          | 2:10:50.6 | +58.0      |
| 4.                    | Gorka Antxustegui      | Alberto Iglesias Pin | Suzuki Swift S1600      | 2:14:51.9 | +4:59.3    |
| 5.                    | Jonathan Pérez Suárez  | Rua René             | Mitsubishi Lancer Evo X | 2:15:47.0 | +5:54.4    |
| 6.                    | Óscar Palacio          | Enrique Velasco      | Porsche 997 GT3 Cup     | 2:15:54.2 | +6:01.6    |
| 7.                    | Joan Carchat           | Claudi Ribeiro       | Mitsubishi Lancer Evo X | 2:19:31.3 | +9:38.7    |
| 8.                    | Esteban Vallín         | Borja Odriozola      | Opel Adam R2            | 2:20:33.0 | +10:40.4   |
| 9.                    | José Luis Peláez       | Diego Sanjuan        | Citroën DS3 R3T         | 2:22:04.8 | +12:12.2   |
| 10.                   | Édgar Vigo             | Fátima Ameneiro      | Mitsubishi Lancer Evo X | 2:30:47.3 | +20:54.7   |
| European Rally Trophy |                        |                      |                         |           |            |
| 1. (3.)               | Oleksandr Saliuk jr.   | Yevgen Chervonenko   | Ford Fiesta R5          | 2:10:50.6 | 0.0        |
| 2. (7.)               | Joan Carchat           | Claudi Ribeiro       | Mitsubishi Lancer Evo X | 2:19:31.3 | +8:40.7    |
| 3. (8.)               | Esteban Vallín         | Borja Odriozola      | Opel Adam R2            | 2:20:33.0 | +9:42.4    |
| Campeonato de España  |                        |                      |                         |           |            |
| 1.                    | Miguel Ángel Fuster    | Ignacio Aviñó        | Ford Fiesta R5          | 2:09:52.6 | 0.0        |
| 2.                    | Sergio Vallejo         | Diego Vallejo        | Porsche 911 GT3         | 2:10:44.6 | +52.0      |
| 3. (4.)               | Gorka Antxustegui      | Alberto Iglesias Pin | Suzuki Swift S1600      | 2:14:51.9 | +4:59.3    |
| 4 (5.)                | Jonathan Pérez Suárez  | Rua René             | Mitsubishi Lancer Evo X | 2:15:47.0 | +5:54.4    |
| 5. (6.)               | Óscar Palacio          | Enrique Velasco      | Porsche 997 GT3 Cup     | 2:15:54.2 | +6:01.6    |
| 6. (7.)               | Joan Carchat           | Claudi Ribeiro       | Mitsubishi Lancer Evo X | 2:19:31.3 | +9:38.7    |
| 7. (8.)               | Esteban Vallín         | Borja Odriozola      | Opel Adam R2            | 2:20:33.0 | +10:40.4   |
| 8. (9.)               | José Luis Peláez       | Diego Sanjuan        | Citroën DS3 R3T         | 2:22:04.8 | +12:12.2   |
| 9. (10.)              | Édgar Vigo             | Fátima Ameneiro      | Mitsubishi Lancer Evo X | 2:30:47.3 | +20:54.7   |
| 10. (11.)             | Juan José López Pernas | Antonio López Marco  | Fiat Abarth Punto Evo   | 2:36:58.6 | +27:06.0   |